# Barbara Winiarska

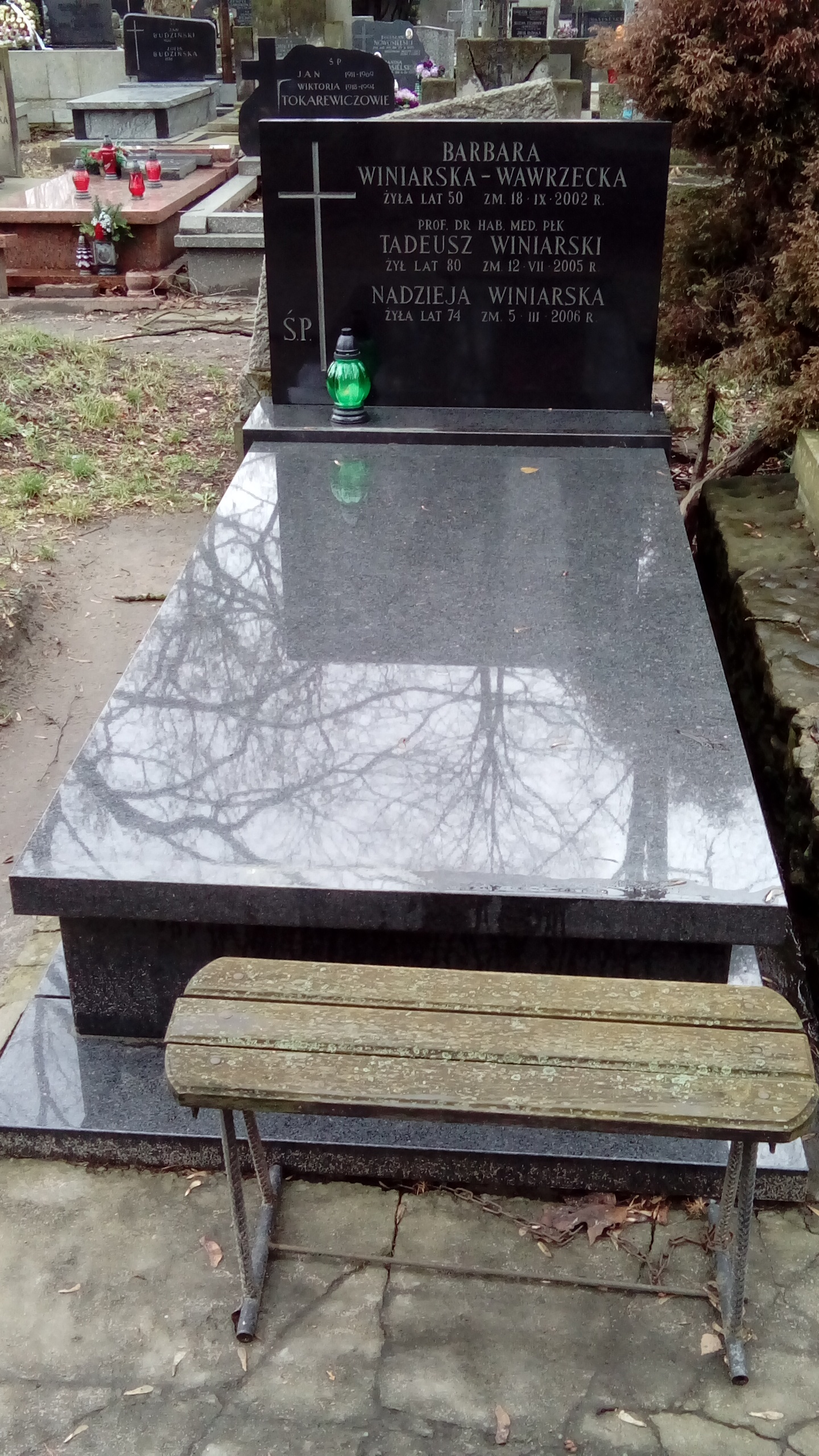
Nagrobek Barbary Winiarskiej na cmentarzu Powązkowskim

Barbara Winiarska-Wawrzecka (ur. 29 maja 1952 w Skierniewicach, zm. 18 września 2002 w Warszawie) – polska aktorka.

## Życiorys
W 1975 została absolwentką PWST w Warszawie (Wydział Aktorski). W latach 1975–1979 występowała w Teatrze Rozmaitości w Warszawie.
Stała się znana dzięki występom w duecie z siostrą, Marią Winiarską. Po urodzeniu córki, z powodu jej choroby, zaczęła stopniowo wycofywać się z działalności zawodowej. Ostatecznie zrezygnowała z aktorstwa, by móc w pełni skupić się na opiece nad dzieckiem.
Zmarła na tętniaka mózgu. Pochowana została na cmentarzu Powązkowskim w Warszawie (kwatera 129, rząd 1, grób 13).

## Życie prywatne
Córka prof. Tadeusza Winiarskiego i Nadziei Sacharczuk. Żona aktora Pawła Wawrzeckiego, z którym miała córkę Annę, cierpiącą na porażenie mózgowe.

## Wybrana filmografia
- 1974: Nie ma róży bez ognia – prostytutka w nocnym lokalu
- 1980: Miś – kioskarka sprzedająca mięso
- 1988: Kogel Mogel – opiekunka dziecka w parku Saskim